# أونو (هيوغو)
مدينة أونو (بالإنجليزية: Ono)‏ هي أحد المدن التابعة لمحافظة هيوغو. تأسست رسميًا في 01/12/1954. ويقدر عدد سكانها بـ 49664 نسمة حسب تقدير مكتب الإحصاء الياباني لعام 2012. تبلغ مساحة أونو 92.92 كم2. بكثافة سكانية تبلغ 534 نسمة/كم2.